# Ставропулос, Димитриос
Димитриос Ставропулос (др.-греч. Δημήτριος Σταυρόπουλος; род. 1 мая 1997, Афины) — греческий футболист, защитник клуба «Реджина».

## Клубная карьера
Ставропулос — воспитанник клубов «Олимпиакос» и «Паниониос». 15 декабря 2016 года в поединке Кубка Греции против «Пансерраикоса» Димитриос дебютировал за основной состав последних. 24 марта 2017 года в матче против ПАОКа он дебютировал в греческой Суперлиге. 26 августа 2018 года поединке против ОФИ Димитриос забил свой первый гол за «Паниониос».
Летом 2020 года Ставропулос перешёл в итальянскую «Реджину». 28 ноября в матче против «Монцы» он дебютировал в итальянской Серии B.